# Cloud Gaming
Unter Cloud Gaming versteht man eine auf das Spielen von Computerspielen (engl. gaming) ausgerichtete Form des Cloud Computings. Das Spiel läuft extern auf einem Server, der die Nutzereingaben über das Internet vom Spieler empfängt. Im Gegenzug wird das Ton- bzw. Videosignal an den Client gesendet.

## Funktion
Bei Cloud Gaming muss keine lokale Installation des Spiels vorgenommen werden. Die Audio- und Videodaten werden zuerst komprimiert und dann per Internet vom Server an den Client gesendet. Dort werden sie mit speziellen Videocodecs wieder zusammengefügt. Zum Server müssen lediglich noch die Befehle von der Maus, Tastatur etc. übertragen werden. Die größten Belastungen müssen der Server und das Netz verkraften. Eine große Herausforderung ist es, sehr große Datenströme mit möglichst geringer Laufzeit (Latenz) zu übertragen.

## Verzögerung
Wie groß die Verzögerung sein darf, um das Spielerlebnis nicht zu beeinträchtigen, hängt vom jeweiligen Genre ab. Am Fraunhofer Heinrich-Hertz-Institut peilen die Entwickler für Cloud-basierte Umsetzungen bei Ego-Shootern und anderen First-Person-Spielen Verzögerungen unter 0,1 Sekunden an. Bei der Third-Person-Perspektive von Sportspielen ist eine halbe Sekunde erträglich und bei Strategie- und anderen omnipräsenten Spielen sogar ein bis zwei Sekunden.

## Anbieter
- Blacknut
- Shadow[3], Dienst des französischen Unternehmens Blade SAS
- GeForce Now
- PlayStation Now, Vorgänger war Gaikai
- Xbox Cloud Gaming von Microsoft[4]
- Amazon Luna

Ehemalige:
- Vortex[5]
- OnLive (Übernahme durch Sony Interactive Entertainment/Gaikai)
- Playcast Media Systems
- StreamMyGame
- Magenta Gaming
- Google Stadia[6] (ehemals auch Project Stream und Project Yeti)[7] von Google[8][9]
- Parsec (Cloud Gaming eingestellt)
- LiquidSky[10]